# 莫名其妙
莫名其妙（日语：ノーリーズン），是日本純種競賽馬匹。生涯活躍於中距離賽事，曾勝出2002年皋月賞。因其於皋月賞以第十五人氣爆冷奪冠，卻於菊花賞以第一人氣被判比賽中止的事跡而被稱為「波亂始祖」。

## 出賽前
1999年6月4日出生於北海道新冠町Northern Hills Management牧場（今Northern Hill牧場），直接歸於牧場負責人之一的前田晉二擁有。
其後交由栗東訓練中心練馬師池江泰郎訓練。

## 競賽生涯

### 3歲
2002年1月5日出戰京都競馬場出戰3歲新馬戰，由武豐策騎下於直路成功發揮良好表現獲得首勝。
其後出戰條件戰日本辛夷賞，再度發揮驚人末腳下獲得冠軍。
3月16日出戰公開賽若葉錦標，比賽初段於第三的先頭位置推進，但於進入直路後失速，最終以第七完賽。
4月14日雖然以抽籤的形式成功出戰皋月賞，但由於此前比賽的不佳表現僅獲第十五人氣。比賽開始後，其保持於中團靠後位置追走，比賽途中逐步加速爬升至到第六的位置。進入直路後，其成功由馬群中衝出並開始衝刺，最終超越前方對手下以爆冷的形式奪得首個一及賽冠軍，其跑出的1分58.5亦成功打破紀錄。
其後出戰東京優駿（日本打吡），雖然僅次於谷野美酒獲得第二人氣，但於直路上未能進一步加速而以第八大敗。
打吡賽後因被發現骨折而進入休養，但由於程度較爲輕微，因而陣營決定安排其以神戶新聞盃作爲秋季首戰，於其中僅敗於吉兆獲得第二。
10月20日出戰菊花賞，由於勝出神戶新聞盃的大熱吉兆轉戰秋季天皇賞，其成功獲得第一人氣。然而比賽開始後其隨即絆倒並失去平衡，導致鞍上之騎師武豐落馬，最終被判爲比賽中止。由於其作爲第一人氣，本次比賽中止使價值約110億日圓的彩票瞬間作廢。
其後出戰日本盃及有馬紀念，均未能掄元之下分別獲得第八及第六。

### 4歲
2003年首戰爲京都紀念，雖然於直路跑出全場最快末腳，但最終仍因比賽初段留得太後而未能超越前方賽駒以第五完賽。
3月23日出戰阪神大賞典，雖然未能發揮優勢實力，但仍然可以跑獲第四入板的成績。
然而賽後其被發現患有肌腱炎，因而進入長達約1年半的休養。

### 5歲
2004年於朝日挑戰盃復出，但最終狀態未恢復下以包尾完賽。
朝日挑戰盃後肌腱炎復發，陣營商討後決定安排其退役。

### 詳細賽績
| 日期       | 舉辦國家 | 馬場 | 距離   | 級別 | 賽事名稱   | 負重 | 騎師     | 馬號 | 出馬 | 名次     | 時間     | 頭馬（二馬）           |
| ---------- | -------- | ---- | ------ | ---- | ---------- | ---- | -------- | ---- | ---- | -------- | -------- | ---------------------- |
| 5/1/2002   | 日本     | 京都 | 草1800 |      | 3歲新馬    | 55   | 武豐     | 1    | 16   | 1        | 1:50.2   | （Agnes Planet）       |
| 9/2/2002   | 日本     | 京都 | 草1600 |      | 日本辛夷賞 | 55   | 武豐     | 12   | 15   | 1        | 1:35.5   | （Matikanemenimomiyo） |
| 16/3/2002  | 日本     | 阪神 | 草2000 | OP   | 若葉錦標   | 56   | 福永祐一 | 7    | 11   | 7        | 2:02.4   | Shigeru God Hand       |
| 14/4/2002  | 日本     | 中山 | 草2000 | GI   | 皋月賞     | 57   | 都爾     | 2    | 18   | 1        | 1:58.5   | （Tiger Cafe）         |
| 26/5/2002  | 日本     | 東京 | 草2400 | GI   | 東京優駿   | 57   | 蛯名正義 | 2    | 18   | 8        | 2:26.9   | 谷野美酒               |
| 22/9/2002  | 日本     | 阪神 | 草2000 | GII  | 神戶新聞盃 | 56   | 武豐     | 15   | 16   | 2        | 1:59.5   | 吉兆                   |
| 20/10/2002 | 日本     | 京都 | 草3000 | GI   | 菊花賞     | 57   | 武豐     | 6    | 18   | 比賽中止 | 比賽中止 | 菱鑽奇寶               |
| 24/11/2002 | 日本     | 中山 | 草2200 | GI   | 日本盃     | 55   | 蛯名正義 | 9    | 16   | 8        | 2:13.0   | 飛霸                   |
| 22/12/2002 | 日本     | 中山 | 草2500 | GI   | 有馬紀念   | 55   | 蛯名正義 | 6    | 14   | 6        | 2:33.7   | 吉兆                   |
| 22/2/2003  | 日本     | 京都 | 草2200 | GII  | 京都紀念   | 56   | 武豐     | 6    | 16   | 5        | 2:16.8   | 我心聲                 |
| 22/3/2002  | 日本     | 阪神 | 草3000 | GII  | 阪神大賞典 | 58   | 小牧太   | 3    | 15   | 4        | 3:06.6   | Daitaku Bertram        |
| 11/9/2004  | 日本     | 阪神 | 草2000 | GIII | 朝日挑戰盃 | 58   | 安藤勝己 | 10   | 11   | 11       | 2:02.2   | 鈴鹿間風               |

## 退役後
退役後，莫名其妙成爲了配種馬，於北海道新冠町優駿Stallion Station休養，在2005年進行配種。首批子嗣於2006年出生。首批子嗣可於2008年出賽。
2010由配種馬退役，於12月被轉移至福島縣南相馬市松浦馬術中心以功勞馬身份進行養老生活。
2011年3月11日中心因東北地方太平洋近海地震受損，加上福島第一核電站事故之影響，其暫時被轉移至栃木縣宇都宮市宇都宮大學避難，並於5月返回松浦馬術中心。
2014年11月被轉移至同市的鹿頭Stable繼續養老。
2024年5月7日，其於牧場內因衰老以25歲之齡死亡。

## 血統簡介
父系百仁時間爲美國賽駒，曾勝出當地二級賽，退役後在日本配種，和週日寧靜及東來兵被一同稱爲改變日本賽馬的三匹種馬。祖父雷弼圖爲美國生產的愛爾蘭賽駒，生涯戰績彪炳，曾勝出葉森打吡，退役後配種成績亦極爲優秀，現已成爲Halo系外另一支出自Hail Reason系的獨立種馬系統。
母系Ambrosine爲美國賽駒，生涯戰績不佳僅勝出一場頭馬。外祖父淘金者爲美國著名種馬，於近代擁有巨大影響力，和加拿大種馬北地舞人被譽爲兩大改變世界賽馬的偉大種馬。

### 血統表
| 父線：雷弼圖系（Hail to Reason系）          |                             |                |               |
| 種馬 百仁時間 1985年（深棗色）              | 雷弼圖 1969年（棗色）       | Hail to Reason | Turn-to       |
| 種馬 百仁時間 1985年（深棗色）              | 雷弼圖 1969年（棗色）       | Hail to Reason | Nothirdchance |
| 種馬 百仁時間 1985年（深棗色）              | 雷弼圖 1969年（棗色）       | Breamalea      | Nasuha        |
| 種馬 百仁時間 1985年（深棗色）              | 雷弼圖 1969年（棗色）       | Breamalea      | Rarelea       |
| 種馬 百仁時間 1985年（深棗色）              | Kelley's Day 1977年（棗色） | Graustark      | 里博          |
| 種馬 百仁時間 1985年（深棗色）              | Kelley's Day 1977年（棗色） | Graustark      | Flower Bowl   |
| 種馬 百仁時間 1985年（深棗色）              | Kelley's Day 1977年（棗色） | Golden Trail   | Hasty Road    |
| 種馬 百仁時間 1985年（深棗色）              | Kelley's Day 1977年（棗色） | Golden Trail   | Sunny Vale    |
| 繁殖雌馬 Ambrosine 1988年（棗色）           | 淘金者 1970年（棗色）       | Raise a Native | 天才舞者      |
| 繁殖雌馬 Ambrosine 1988年（棗色）           | 淘金者 1970年（棗色）       | Raise a Native | Raise You     |
| 繁殖雌馬 Ambrosine 1988年（棗色）           | 淘金者 1970年（棗色）       | Gold Digger    | Nashua        |
| 繁殖雌馬 Ambrosine 1988年（棗色）           | 淘金者 1970年（棗色）       | Gold Digger    | Sequence      |
| 繁殖雌馬 Ambrosine 1988年（棗色）           | Barada 1982年（栗色）       | Damascus       | 劍舞者        |
| 繁殖雌馬 Ambrosine 1988年（棗色）           | Barada 1982年（栗色）       | Damascus       | Kerala        |
| 繁殖雌馬 Ambrosine 1988年（棗色）           | Barada 1982年（栗色）       | Courtly Dee    | Never Bend    |
| 繁殖雌馬 Ambrosine 1988年（棗色）           | Barada 1982年（栗色）       | Courtly Dee    | Tulle         |
| 雌系：Courtly Dee系（號族：A4）             |                             |                |               |
| 五代內近親交配：Nashua 4×4、Nasrullah 5×5×5 |                             |                |               |

## 命名由來
名字No Reason（ノーリーズン）帶有「沒有任何原因」的意思，香港則取此意境，翻譯为「莫名其妙」。

## 外部連結
- 莫名奇妙 netkeiba.com （页面存档备份，存于）
- 血統表 （页面存档备份，存于）